# Careggi

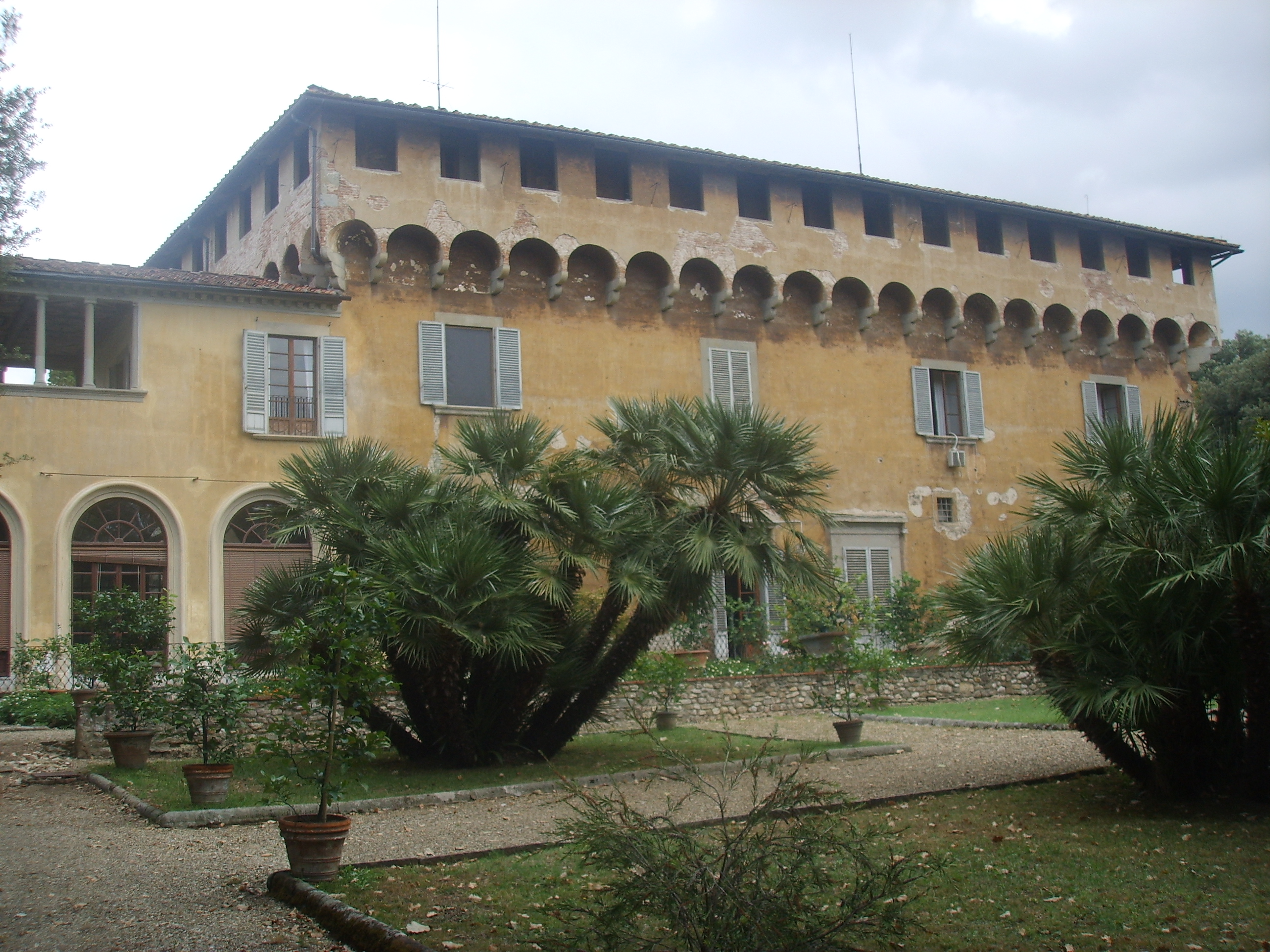
Villa medicea di Careggi

Careggi ist ein Stadtteil im Norden von Florenz. Namensgebend war die Villa Medici von Careggi, in der unter anderem Cosimo il Vecchio und Lorenzo il Magnifico starben.
Heute wird ein großer Teil von Careggi durch die Kliniken der Universität eingenommen. Auch die Villa der Medici wird von der Klinikverwaltung genutzt.